# Huber (Oregon)
Huber az Amerikai Egyesült Államok Oregon államának Washington megyéjében elhelyezkedő önkormányzat nélküli település.

## Története
1910-ben alapították, névadója Jacob Huber telepes. A posta 1916 és 1953. december 31-e között működött.

## Fordítás
- Ez a szócikk részben vagy egészben  a   Huber, Oregon című angol Wikipédia-szócikk ezen változatának fordításán alapul.  Az eredeti cikk szerkesztőit annak laptörténete sorolja fel. Ez a jelzés csupán a megfogalmazás eredetét és a szerzői jogokat jelzi, nem szolgál a cikkben szereplő információk forrásmegjelöléseként.